# Баэбек, Жан-Кристоф
Жан-Кристо́ф Баэбе́к (фр. Jean-Christophe Bahebeck; родился 1 мая 1993 года в Сен-Дени, Франция) — французский футболист, вингер.

## Клубная карьера
Баэбек родился в пригороде Парижа, Сен-Дени. Он является младшим братом футболиста Росири Мангуэле. В 2000 году Жан-Кристоф начал свою карьеру в местном клубе «Персан Муниципаль», после 3 лет проведенных в команде, Баэбек перешёл в полупрофессиональный клуб «Персан».
В 2006 году в одном из матчей за «Персан», Баэбек был замечен скаутами «Пари Сен-Жермен» и приглашен в академию клуба, но он принимает решение остаться в «Персане» ещё на год, чтобы быть ближе к семье. Интерес к полузащитнику также проявляют «Бордо» и «Марсель», но Баэбек отдал предпочтение «ПСЖ». В 2007 году он перешёл в молодёжную команду клуба.

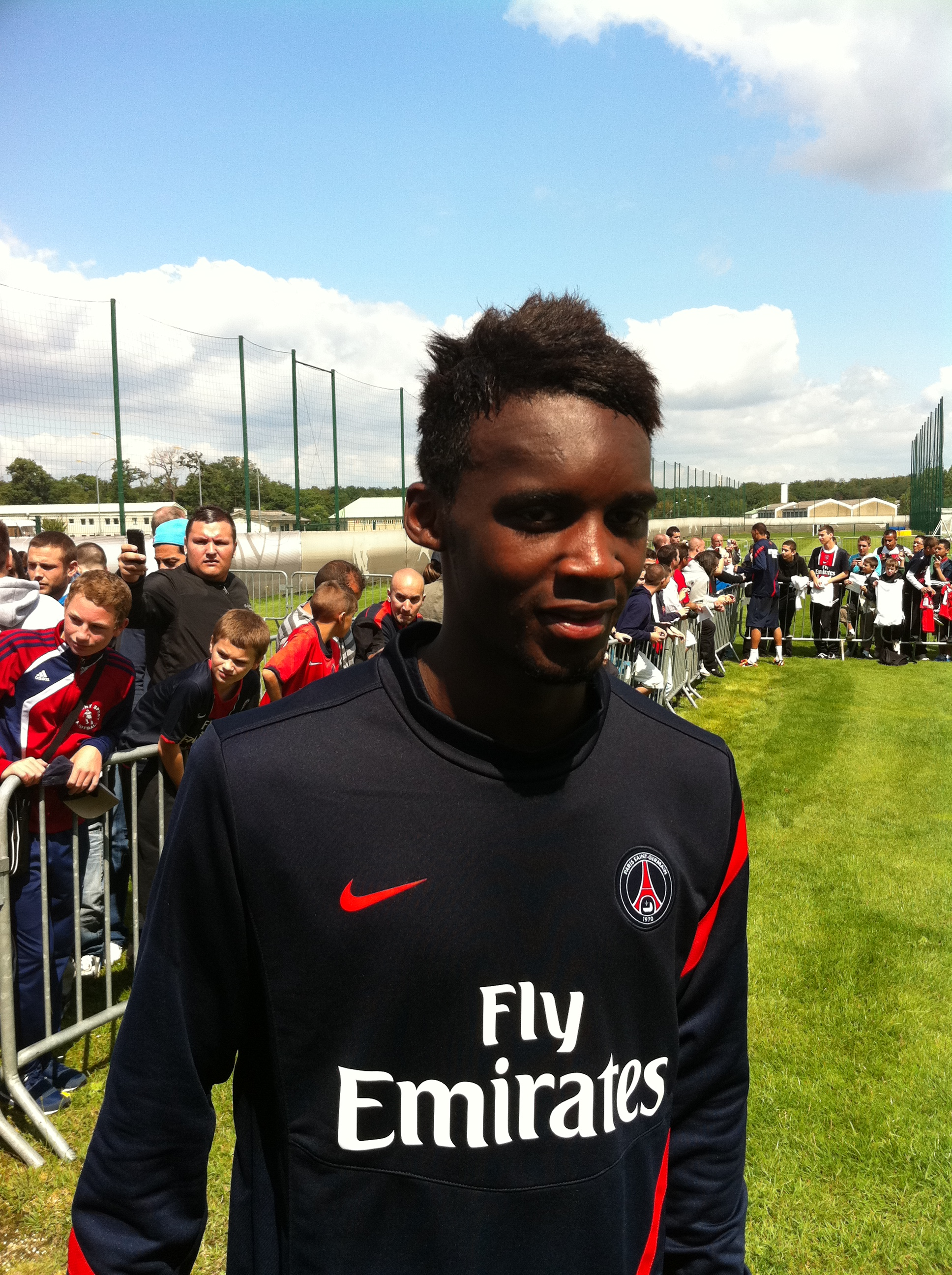
Баэбек на тренировке «Пари Сен-Жермен»

Баэбек был принят в команду юношей до 14 лет, где сразу же показал себя, как голеадор. После он перешёл в команду юниоров до 15 лет, а в сезоне 2008/09 в команду до 17 лет, где забил 17 голов в 23 матчах. В следующем сезоне Жан-Кристоф перешёл в более старшую команду клуба, в составе которой, выиграл молодёжное первенство, где в 20 встречах 14 раз поразил ворота соперников.
В преддверии сезона 2010/11 Баэбек был включен в заявку команды дублёров на участие в матчах четвёртого дивизиона чемпионата Франции. Также он попал в список футболистов заявленных для участия в матчах за основную команду в Лиге Европы, под номером «37».
8 августа 2010 года Жан-Кристоф дебютировал в команде дублёров в поединке против «Бург-Перронес». На следующей неделе, в матче против «Монс Ор Азегю Фут» он забил свой первый гол. На следующей день в противостоянии с клубом «Виллафранш», Баэбек забил вновь. В период с октября по январь, он отличился ещё пять раз. «Манчестер Сити» и «Челси», хотели приобрести полузащитника как свободного агента, потому что у него на тот момент не был подписан профессиональный контракт.
Во время зимнего перерыва Баэбек тренировался в основной командой парижан на сборе в Марокко. В январе 2011 года он был включен в заявку на матч Лиги 1 против «Арль-Авиньона». 2 марта во встрече Кубка Франции против «Ле Мана», Баэбек дебютировал за основную команду, выйдя на замену в конце второго тайма, а на 108-й минуте дополнительного времени он забил победный гол. После окончания сезона Жан-Кристоф подписал свой первый профессиональный контракт с клубом сроком на три года.
6 августа 2011 года в матче открытия сезона против «Лорьяна» Баэбек дебютировал в Лиге 1. 18 августа Жан-Кристоф сыграл свой первый матч Лиге Европы против люксембургского «Дифферданжа», в котором он забил один из голов «ПСЖ».
3 августа 2012 года для получения игровой практики Баэбек перешёл в «Труа» на правах аренды. В новой команде он выбрал «19» номер, что соответствовало его возрасту на момент перехода. 11 августа 2012 года в матче против «Валансьена» Жан-Кристоф дебютировал в новом клубе. 18 августа в поединке против «Лиона» он забил свой первый гол за «Труа».
Летом 2013 года Баэбек вновь отправился в аренду, его новым клубом стал «Валансьен». 10 августа в матче против «Тулузы» он дебютировал за команду. 23 ноября в поединке против «Лиона» Жан-Кристоф забил свой первый гол за «Валансьен». По окончании аренды он вернулся в ПСЖ и продлил контракт с клубом ещё на четыре года. 27 сентября в матче против «Тулузы» Баэбек забил свой первый гол за парижан. В 2015 году Жан-Кристоф стал чемпионом и обладателем Кубка Франции.
Летом 2015 года он на правах аренды перешёл в «Сент-Этьен». 15 августа в матче против «Бордо» Баэбек дебютировал за новый клуб. 21 января 2016 года в поединке Кубка Франции против «Аяччо» Жан-Кристоф забил свой первый гол за «Сент-Этьен». 18 февраля в матче Лиги Европы против швейцарского «Базеля» он забил победный мяч.
Летом 2016 года Баэбек на правах аренды перешёл в итальянскую «Пескару». 28 августа в матче против «Сассуоло» он дебютировал в итальянской Серии A, заменив во втором тайме Ахмада Бенали. В поединке против миланского «Интера» Жан-Кристоф забил свой первый гол за «Пескару».
Летом 2017 года парижский клуб вновь отдал своего футболиста в аренду, новым клубом Баэбека стал нидерландский «Утрехт». 24 августа в отборочном поединке Лиги Европы против российского «Зенита» Жан-Кристоф дебютировал за новую команду. Через три дня в матче против «Гронингена» он дебютировал в Эредивизи. В этом же поединке Баэбек забил свой первый гол за «Утрехт».

## Международная карьера
В марте 2009 года Баэбек сыграл свой дебютный матч за сборную Франции (до 16 лет), против сборной Ирландии. Первый матч за юношескую сборную до 18, Жан-Кристоф сыграл против юниоров из Греции. В следующем матче против молодёжной сборной России Баэбек забил свой первый гол.
В составе юношеской сборной Франции Баэбек принял участие в юношеском чемпионате Европы в Эстонии. На турнире он сыграл в матчах против команд Испании, Англии, Хорватии и Сербии.
В 2013 году в составе молодёжной сборной Франции Жан-Кристоф стал победителем молодёжного чемпионата мира в Турции. На турнире он сыграл в матчах против команд США, Испании, Узбекистана, Уругвая и дважды Ганы. В поединках против ганцев и турок Баэбек забил по голу.
В конце года камерунская Федерация футбола предложила Жан-Кристофу выступать за сборную своей исторической родины — Камеруна.

## Достижения
Клубные
«Пари Сен-Жермен»
- Чемпионат Франции по футболу — 2014/2015
- Обладатель Кубка Франции — 2014/2015
- Обладатель Кубка французской лиги — 2014/2015
- Обладатель Суперкубка Франции — 2014
- Обладатель Суперкубка Франции — 2015

Международные
Франция (до 20)
- Молодёжный чемпионат мира — 2013